# Vitaliy Buts
Vitaliy Buts  (Mykolaiv, 24 de octubre de 1986) es un ciclista ucraniano que compite con el equipo Sakarya BB Team.

## Biografía
Vitaliy Buts ganó su primera carrera a los 20 años ganando la contrarreloj por equipos del Giro Ciclistico Pesche Nettarine di Romagna. En ese mismo año, participó en los campeonatos del mundo sub-23 terminando noveno en Stuttgart. Al comienzo de la temporada de 2008, ganó dos carreras amateurs en Francia: les Boucles de la Soule y la Ronde du Pays Basque (pruebas del Essor Basque). También ganó una etapa y la clasificación general de la carrera profesional del Giro de las Regiones, lo que le hizo debutar con el equipo Lampre a final de temporada.

## Palmarés
2009
- 1 etapa del Tour de Hainan

2013
- Gran Premio de Sochi, más 1 etapa
- 1 etapa del Gran Premio de Adigueya
- Mayor Cup
- 1 etapa de los Cinco Anillos de Moscú
- 2.º en el Campeonato de Ucrania en Ruta
- Tour de Rumanía, más 1 etapa
- 1 etapa del Tour de Szeklerland
- 1 etapa del Tour de Bulgaria

2014
- 1 etapa del Gran Premio de Sochi
- Race Horizon Park 1
- 1 etapa del Tour de China I
- Campeonato de Ucrania en Ruta

2015
- 1 etapa del Tour de Mersin
- Gran Premio de Vínnitsa
- Odessa Grand Prix-2
- Black Sea Cycling Tour, más 2 etapas

2016
- Belgrade Banialuka I
- Horizon Park Race for Peace
- 2.º en el Campeonato de Ucrania en Ruta
- 1 etapa de la Vuelta al Lago Qinghai[1]
- 1 etapa del Tour de Bulgaria

2017
- Tour de Ucrania, más 1 etapa
- Campeonato de Ucrania en Ruta
- Tour de Bulgaria-Sur, más 3 etapas

2018
- 1 etapa del Tour de Malopolska

2020
- Gran Premio Velo Erciyes

## Resultados en Grandes Vueltas y Campeonatos del Mundo
| Carrera         | Carrera         | 2009 | 2010 | 2011 | 2012 | 2013 | 2014 | 2015 | 2016 | 2017 | 2018 | 2019 | 2020 | 2021 | 2022 |
| --------------- | --------------- | ---- | ---- | ---- | ---- | ---- | ---- | ---- | ---- | ---- | ---- | ---- | ---- | ---- | ---- |
|                 | Giro de Italia  | —    | —    | —    | —    | —    | —    | —    | —    | —    | —    | —    | —    | ―    | ―    |
|                 | Tour de Francia | —    | —    | —    | —    | —    | —    | —    | —    | —    | —    | —    | ―    | —    | ―    |
|                 | Vuelta a España | Ab.  | —    | —    | —    | —    | —    | —    | ―    | —    | —    | —    | —    | —    | ―    |
| Mundial en Ruta | Mundial en Ruta | —    | —    | —    | —    | —    | —    | Ab.  | —    | —    | —    | —    | ―    | —    | Ab.  |

—: no participa

Ab.: abandono

## Equipos
- Lampre (2008[2] -2012)
  - Lampre (2008)[2]
  - Lampre-N.G.C. (2009)
  - Lampre-Farnese Vini (2010)
  - Lampre-ISD (2011-2012)
- Kolss (2013-2017)
  - Kolss Cycling Team (2013-2014)
  - Kolss-BDC Team (2015-2017)
- Team Hurom (2018)
- Kiev Capital Team (2019)
- Shenzhen Xidesheng Cycling Team (2020)
- Sakarya BB Team (2021-)
  - Salcano Sakarya BB Team (2021)
  - Sakarya BB Team (2022-)